# アブドゥ・トラオレ
アブドゥ・トラオレ（Abdou Traoré 、1988年1月17日 - ）は、マリ・バマコ出身のプロサッカー選手。マリ代表。FCジロンダン・ボルドー所属。ポジションは、ミッドフィールダー。

## クラブ経歴
地元クラブでプレーを始め、2006年7月にFCジロンダン・ボルドーと契約を交わした。2007-2008シーズンは主力としてリーグ・アン昇格に貢献した。

## 代表
2009年2月11日のアンゴラ戦でマリ代表デビュー。

### ゴール
| #  | 年月日         | 会場                | 対戦国           | スコア | 結果 | 大会                                     |
| -- | -------------- | ------------------- | ---------------- | ------ | ---- | ---------------------------------------- |
| 1. | 2010年10月9日  | Stade Modibo Kéïta  | リベリア         | 1–0    | 2–1  | アフリカネイションズカップ2012予選       |
| 2. | 2010年11月17日 | Stade Roger Rochard | コンゴ民主共和国 | 2–1    | 3–1  | 親善試合                                 |
| 3. | 2013年3月24日  | Stade Amahoro       | ルワンダ         | 2–1    | 2–1  | 2014 FIFAワールドカップ・アフリカ2次予選 |